# Robert Gray (Seefahrer)

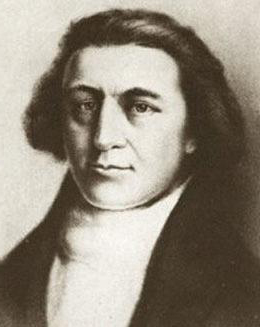
Robert Gray

Robert Gray (* 10. Mai 1755 in Tiverton, Colony of Rhode Island and Providence Plantations; † Juli 1806 auf See bei Charleston, South Carolina, USA) war der erste US-Amerikaner, der die Welt umsegelte. 1787 verließ Gray zusammen mit John Kendrick den Hafen von Boston auf zwei Schiffen, um an der Nordwestküste Amerikas Handel zu treiben. Danach brach Gray nach China auf und umrundete die Welt. Auf einer zweiten Expedition segelte er 1792 in die Mündung des Columbia River und benannte den Fluss nach seinem Schiff. Grays Erstbefahrung bildete später eine der Grundlagen für die territorialen Ansprüche der USA im Oregon Country.

## Leben
Gray wurde in Tiverton in Rhode Island geboren. Über seine frühen Jahre ist wenig bekannt. Es wird angenommen, dass er während des Amerikanischen Unabhängigkeitskriegs in der Marine der Kontinentalarmee diente, was aber nicht dokumentiert ist. Auch soll er sich von South Carolina aus an Bord der Pacific am atlantischen Dreieckshandel beteiligt haben.

### Weltumrundung
Die Kapitäne Robert Gray und John Kendrick erhielten von einer Gruppe Bostoner Händler um Charles Bulfinch den Auftrag, an der Westküste Nordamerikas Pelze zu erwerben, diese danach in China zu verkaufen und den Erlös in Tee und andere wertvolle Güter zu investieren. Bereits zuvor hatten andere amerikanische Händler, unter ihnen Robert Morris, Handelsschiffe nach China entsandt. Diese hatten jedoch Mühe, Waren zu finden, an denen die Chinesen interessiert waren. Nachdem Bulfinch den 1784 veröffentlichten Reisebericht von James Cook gelesen hatte, kam er auf die Idee, Pelze zu liefern, da nach ihnen offenbar eine hohe Nachfrage bestand.

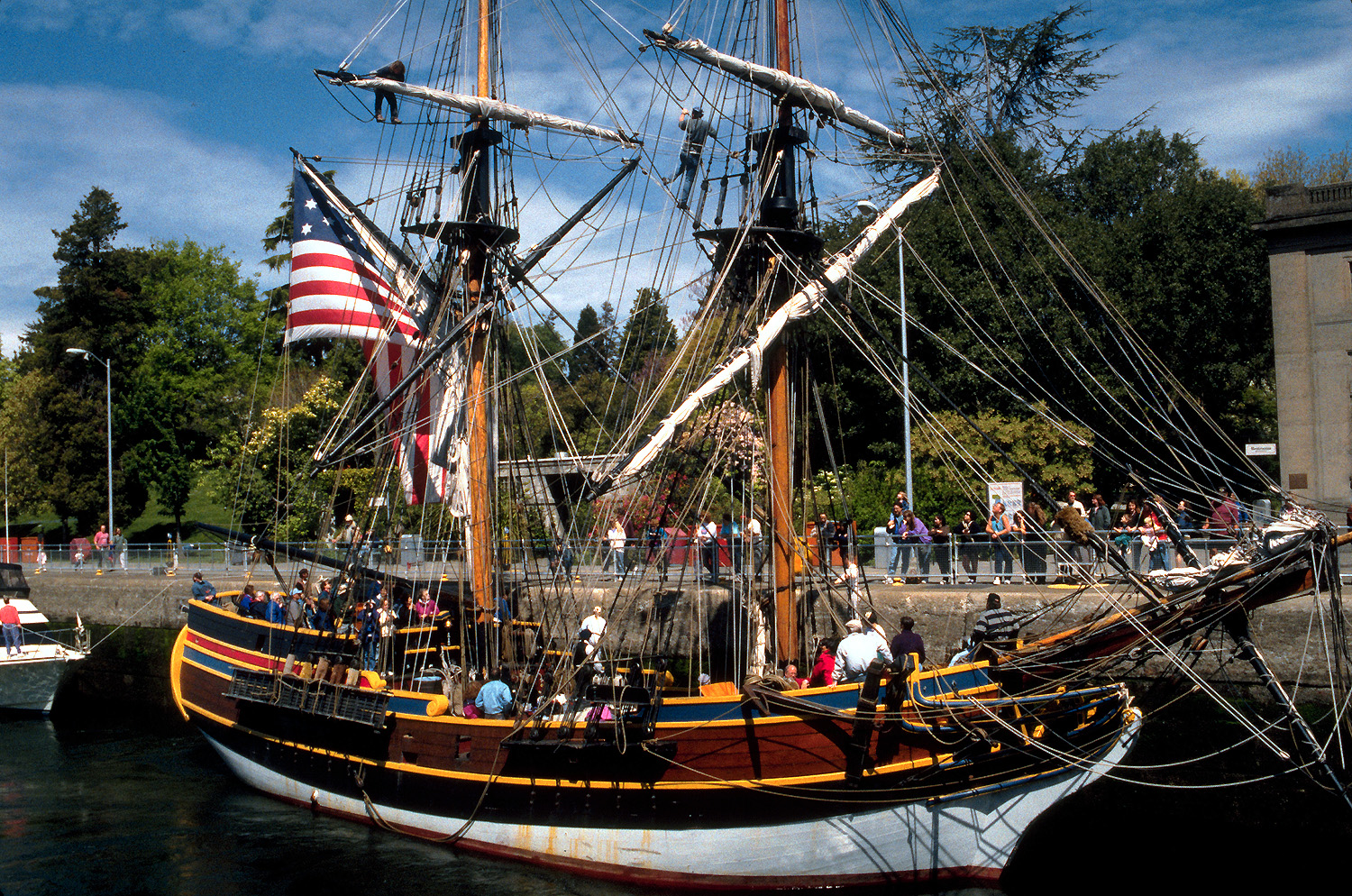
Nachbildung der Lady Washington

Am 30. September 1787 verließen Gray und Kendrick an Bord der Lady Washington und der Columbia den Hafen von Boston. Die Ladung bestand aus Decken, Messern, Eisenstangen und anderen Handelsgütern. Kendrick und Gray segelten über die Kapverden, die Falklandinseln und Kap Hoorn in den Pazifik. Am 1. April 1788 wurden beide Schiffe während eines Sturms getrennt. Kendrick sah sich gezwungen, mit der schwer beschädigten Columbia die von Spanien besetzten Juan-Fernández-Inseln anzulaufen, um Reparaturen durchzuführen.
Mittlerweile erreichte Gray sein Ziel, wobei die Lady Washington beim Versuch, einen Fluss zu befahren, auf Grund lief und von einem einheimischen Stamm attackiert wurde. Das Schiff konnte wieder flott gemacht werden und erreichte am 17. September 1788 den Nootka-Sund, wo eine Woche später auch die Columbia eintraf. Während seiner Reise war Gray auf das Schiff des englischen Kapitäns John Meares gestoßen.
Am 24. Juni 1789 tauschte Gray mit Kendrick aus unbekannten Gründen das Kommando und übernahm die größere Columbia. Während Kendrick weiterhin in Nordamerika blieb, segelte Gray mit einer Pelzladung in Richtung China. Nach einem Zwischenhalt auf Hawaii erreichte die Columbia zu Beginn des Jahres 1790 Guangzhou. In China tauschte Gray die Pelze gegen Tee ein. Die Columbia stach wieder in See, segelte um das Kap der Guten Hoffnung und erreichte Boston am 9. August 1790. Somit war die Columbia das erste amerikanische Schiff, das eine Weltumrundung vollendete. Gray wurde aufgrund seiner Verdienste von Gouverneur John Hancock offiziell empfangen.

### Erforschung des pazifischen Nordwestens
Nur sieben Wochen nach seiner Ankunft, am 28. September 1790, brach Gray zu einer zweiten Expedition in den pazifischen Nordwesten auf. Am 5. Juni 1791 erreichte die Columbia den Clayoquot Sound vor Vancouver Island. Dort begegnete Gray wiederum John Kendrick, der in Richtung China aufbrach. Auf Meares Island errichtete die Mannschaft ein Winterlager namens Fort Defiance. Im Verlaufe des Winters baute sie auch eine Schaluppe, die Adventure. Am 2. April 1792 segelte die Adventure unter dem Kommando von Grays erstem Maat Robert Haswell nordwärts, während die Columbia in Richtung Süden aufbrach. Am 29. April begegnete Gray in der Juan-de-Fuca-Straße der HMS Discovery des britischen Kapitäns George Vancouver. Gray informierte Vancouver, dass er möglicherweise bereits 1788 bei 46′10″ Nord die Mündung eines bedeutenden Flusses entdeckt habe, diesen aber wegen zu starker Strömung nicht habe befahren können. Vancouver bezweifelte jedoch die Existenz eines Flusses in dieser Gegend.
Am 7. Mai 1792 erreichte die Columbia die später nach ihrem Kapitän benannte Bucht Grays Harbor bei der heutigen Stadt Aberdeen. Vier Tage später gelangte sie zu ihrem eigentlichen Ziel, der Mündung eines bedeutenden Flusses. Am Abend fand die Mannschaft eine schiffbare Passage durch die tückischen Sandbänke an der Mündung und das Schiff befuhr den Unterlauf des Flusses. Während neun Tagen trieb Gray mit den Einheimischen Handel und tauschte verschiedene Eisenerzeugnisse gegen Pelze für den chinesischen Markt ein. Nach etwa 20 Kilometern lief das Schiff auf Grund und Gray beschloss, umzukehren. Gray gab dem Fluss, der von den Einheimischen Wimahl („großer Fluss“) genannt wurde, den Namen Columbia River, nach seinem Schiff. Einen Tag später, am 20. Mai, erreichte die Columbia wieder das offene Meer.
Die Columbia segelte nordwärts und traf sich mit der Adventure. Im Handelsposten auf Nootka Island berichtete Gray dem spanischen Kommandanten Juan Francisco de la Bodega y Quadra von seinen Entdeckungen. George Vancouver erfuhr davon im September und beauftragte seinen Leutnant William Robert Broughton mit einer genaueren Erkundung. Die Columbia wiederum segelte unterdessen über den Pazifik nach China. Gray tauschte in Guangzhou die Pelze gegen Tee und die Columbia traf im Juli 1793 nach Vollendung einer weiteren Weltumrundung in Boston ein.

### Weitere Erlebnisse
Fünf Jahre später war Gray in den Quasi-Krieg involviert. An Bord der Bark Alert segelte er am 10. September 1798 von Salem aus erneut in den pazifischen Nordwesten. Wieder sollte er dort Pelze erwerben und diese nach China bringen. Rund 500 Seemeilen östlich von Rio de Janeiro wurde das Schiff jedoch am 17. November vom französischen Freibeuter La Républicaine gekapert. Das Schiff segelte nach Montevideo am Río de la Plata und wurde dort am 14. Dezember zusammen mit der Ladung verkauft. Die Alert verließ Montevideo am 11. Januar unter spanischer Flagge und mit spanischer Besatzung in Richtung Pazifik.
Gray kehrte daraufhin in die USA zurück und setzte seine Seefahrerkarriere fort. Am 21. November 1800 verließ er als Kapitän des Schoners James erneut Boston. Er segelte unter anderem nach Rio de Janeiro, England und zu den südlichen Staaten der USA. Im Juli 1806 starb Gray auf See in der Nähe von Charleston, South Carolina, vermutlich an Gelbfieber. Er hinterließ eine Frau und vier Töchter.

## Nachwirkung
Gray selbst veröffentlichte seine Entdeckungen nie. Diese Aufgabe übernahm George Vancouver, der Grays Leistungen ausreichend würdigte. Die Tatsache, dass Gray als erster Nichtindianer den Columbia River befahren hatte sowie die einige Jahre später durchgeführte Lewis-und-Clark-Expedition dienten den USA als Rechtfertigung, das Gebiet des Oregon Country für sich zu beanspruchen. Im 1846 ausgehandelten Oregon-Kompromiss wurde der 49. Breitengrad als Grenze festgelegt, womit der größte Teil des Einzugsgebiets des Columbia River an die USA fiel. Aus dem Gebiet nördlich der Grenzlinie entstand 1871 die kanadische Provinz British Columbia, die nach Grays Schiff benannt ist.
Nach Robert Gray sind mehrere Orte im Bundesstaat Washington benannt:
- die Bucht Grays Harbor bei Aberdeen
- Grays Bay am Nordufer der Mündung des Columbia River
- Grays Point am westlichen Ende der Grays Bay
- Grays River, ein Zufluss des Columbia River
- Grays River, ein kleines Dorf am gleichnamigen Fluss